# Conrad, Iowa
Conrad är en ort i Grundy County i den amerikanska delstaten Iowa. Orten fick sitt namn efter bosättaren J.W. Conrad. Stadshuset i Conrad är från år 1996.